# گایزنهاوزن
گایزنهاوزن (به آلمانی: Geisenhausen) یک شهر در آلمان است که در بایرن واقع شده‌است.

## خصوصیات
گایزنهاوزن ۶۲٫۵۴ کیلومترمربع مساحت دارد ۴۶۰ متر بالاتر از سطح دریا واقع شده‌است.